# Пхурба Таші
Пхурба Таші Шерпа Мендева (народився 24 травня 1971) непальський альпініст з народу шерпів, відомий своїми численними сходженнями на головні гімалайські вершини. Серед них 21 сходження на гору Еверест, шість на Чо-Ойю, вісім на Манаслу та по одному на Шишабангма та Лхоцзе.

## Сходження на Еверест

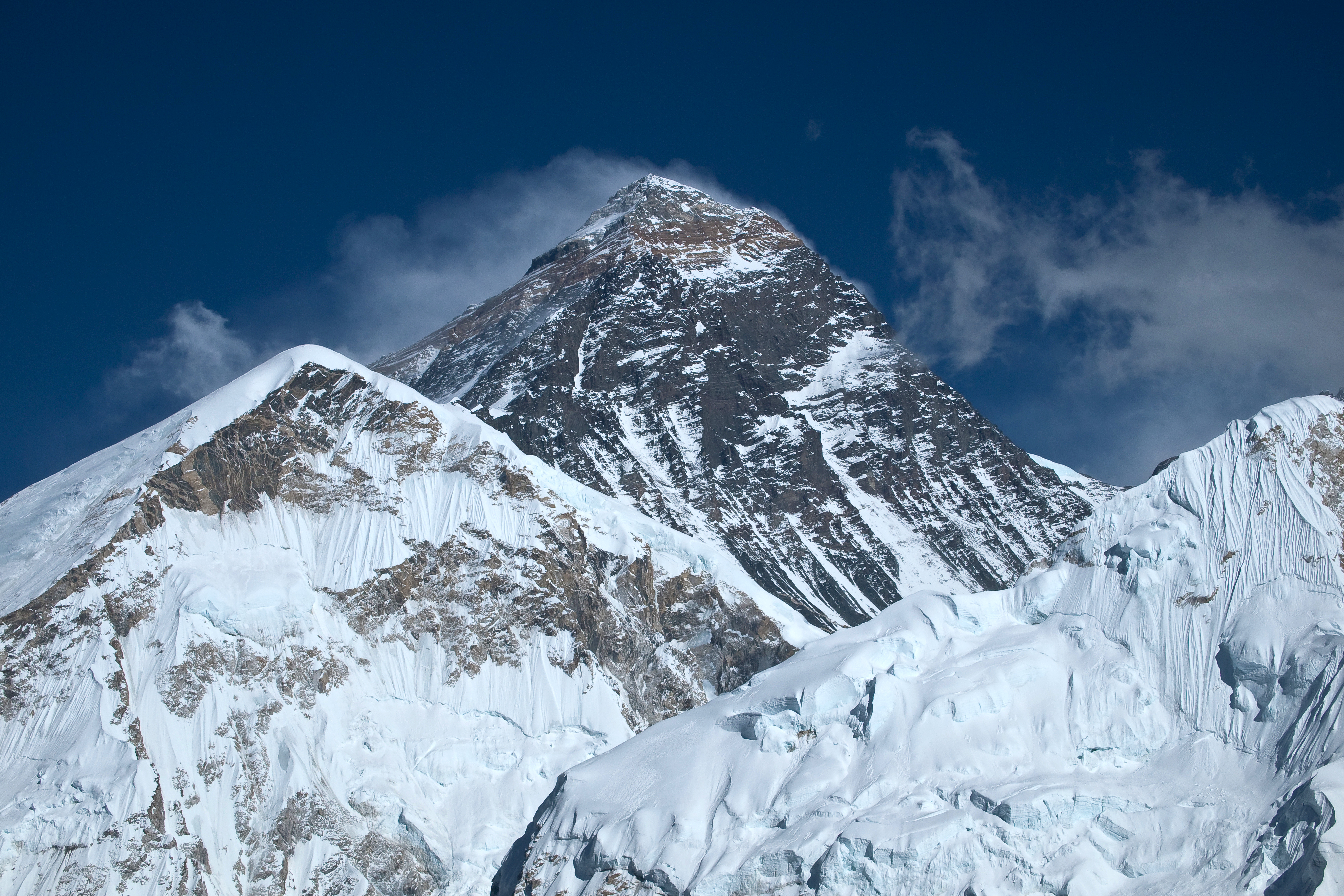
Гора Еверест

Пхурба Таші народився в селі Кумджунґ, Непал, за 10 кілометрів від базового табору Евересту. Він виріс у родині альпіністів, спостерігаючи, як його батько та дядьки їздять в експедиції з міжнародними альпіністами.
Його першим успішним сходженням на восьмитисячник був Чо Ойю в 1998 році. Наступного року, у віці 28, Таші вперше піднявся на Еверест.
У 2000 році він супроводжував на Чо-Ойю Марко Сіффреді, коли той здійснив свій перший спуск на сноуборді з цієї гори. Вони подружилися, пізніше Таші відвідав Сіффреді в Шамоні та супроводжував його під час обох успішних сходжень на Еверест
 Після майже 13-годинного другого сходження на Еверест 8 вересня 2002 Таші намагався відмовити Сіффреді від спроби спускатися з гори на сноуборді. Сіффреді не послухав його і зрештою зник безвісти на горі.

### Еверест: За межею
У 2006—2007 роках Таші знімався в серіалі Discovery Channel «Еверест: За межею». Він з'являється в 11 епізодах, більше ніж будь-хто інший у цьому серіалі. У першому сезоні серіалу показано, як він несе на спині Марка Інгліса — альпініста, що здійснив сходження, маючи протези замість обох ніг.
У 2007 році Таші тричі піднявся на Еверест за один сезон. Того року, на прохання керівника експедиції Рассела Брайса, Таші погодився супроводжувати Девіда Тейта в його місії завершити перший подвійний похід через Еверест. Вони планували піднятися північним маршрутом до вершини, спуститися з південного боку і після трьох днів відпочинку повторити цю подорож у зворотному напрямку. Однак опинившись у базовому таборі на південній стороні гори, Тейт вирішив відмовитися від повторного сходження Тейт втретє піднявся на Еверест у травні 2009 року в супроводі Таші, для якого це було 15-те сходження)..
У травні 2013 року Пхурба Таші здійснив свій 21-й підйом на гору Еверест, працюючи в Kishan Rai Mountain Experience, зрівнявшись з рекордом, який тоді належав Аппі Шерпі. У 2018 році цей рекорд побив Камі Ріта Шерпа.

## Сходження на Еверест
1. 24 травня 1999[5]
2. 27 травня 2001[5]
3. 17 травня 2002[5]
4. 25 травня 2002[5]
5. 8 вересня 2002[5]
6. 22 травня 2003[5]
7. 31 травня 2003[5]
8. 23 травня 2004[5]
9. 4 червня 2005[5]
10. 30 квітня 2006[5]
11. 30 квітня 2007[5]
12. 15 травня 2007[5]
13. 14 червня 2007[5]
14. 5 травня 2009[18]
15. 21 травня 2009[18]
16. 5 травня 2010[18]
17. 22 травня 2010[18]
18. 5 травня 2011[19]
19. 20 травня 2011[20]
20. 10 травня 2013[21]
21. 24 травня 2013[21]

## Після рекорду
Через рік після рекордного підйому Таші він готувався здійснити своє 22-ге сходження на Еверест. Знімальна група на чолі з режисером Дженніфер Підом і оператором Ренаном Озтюрком планувала зафільмувати це сходження. Однак крижана лавина на Евересті в 2014 році змусила продюсерів змінити фокус на висвітлення наслідків цієї трагічної події. Тим не менш, Пхурба Таші знявся у випущеному в 2015 році документальному фільмі «Шерпа».
Після сезону 2014 року Пхурба Таші припинив експедиції на Еверест, хоча продовжував бути присутнім у базовому таборі Евересту як головний шерпа компанії Himex.
На життя Пхурби Таші сильно вплинув землетрус 2015 року, від якого серйозно постраждало його село Кхумджунг. «Усе, на що я працював, було знищено за одну хвилину», — сказав він після втрати свого готельного будиночка з вісьмома спальнями.
Сьогодні Таші продовжує працювати з Расселом Брайсом та іншими експедиціями, керуючи послугами для альпіністів, що здійснюють сходження на Еверест. Також він додатково керує готельним будинком «Tashi Friendship Lodge» і рестораном у Кхумджунгу.

## Інші сходження
- 1998 — Чо-Ойю, вершина (8188 м)[7]
- 1999 — Чо-Ойю, 7400 м (сходження перервано через погану погоду)[7]
- 2000 — Чо-Ойю, вершина[7]
- 2001 — Чо-Ойю, вершина[7]
- 2004 — Чо-Ойю, вершина[7]
- 2005 — Чо-Ойю, вершина[7]
- 2007 — Чо-Ойю, 7527 м (сходження перервано через погану погоду)[7]
- 2008 — Ама-Даблам, вершина (6814 м)[7]
- 2008 — Манаслу, вершина (8163 м)[7]
- 2009 — Ама-Даблам, вершина[7]
- 2009 — Манаслу, вершина[7]
- 2010 — Манаслу, вершина[7]
- 2011 — Лхоцзе, з західного боку, вершина (8516 м)[7]
- 2011 — Ама-Даблам, вершина[7]
- 2011 — Манаслу, вершина[7]
- 2012 — Манаслу, вершина[7]
- 2013 — Ама-Даблам, 6250 м (сходження перервано через небезпечний маршрут)[7]
- 2013 — Манаслу, вершина[7]
- 2014 — Ама-Даблам, 6500 м (сходження перервано через ризик лавини)[7]
- 2014 — Манаслу, вершина[7]
- 2017 — Манаслу, вершина[7]
- 2018 — Чо-Ойю, вершина[7]
- 2019 — Ама-Даблам, вершина[7]
- 2022 — Тхамсерку, 6300 м[7]